# Lijst van plantensoorten op Nederlandstalige naam
drakenbDit is een lijst van plantensoorten op Nederlandstalige naam.
Zie ook de Lijst van plantensoorten op wetenschappelijke naam